# 조제 레이치
조제 하이문두 레이치(포르투갈어: Jose Raimundo Leite)는 브라질 출신의 배구 지도자다. 2005년에는 삼성화재의 트레이너로 활동했다. 2012-2013 시즌 LIG의 체력 트레이너로 영입되었으나, 이경석 감독의 경질로 2013년 2월 13일부터 LIG의 감독 대행을 맡아 시즌을 마무리했다. 이후 문용관 감독이 선임되자 트레이너직으로 돌아왔으며, 2014-2015 시즌 후 현대캐피탈로 자리를 옮겼다.
| 전임 이경석 | 구미 LIG손해보험 그레이터스 감독 대행 2013.2.13 - 2013.4.10 | 후임 문용관 |